# Polynema ornata
Polynema ornata är en svampart som först beskrevs av De Not., och fick sitt nu gällande namn av Joseph-Henri Léveillé 1846. Polynema ornata ingår i släktet Polynema och familjen Clavicipitaceae.   Inga underarter finns listade i Catalogue of Life.